# Louis-Victor Dubois
Pour les articles homonymes, voir Louis Dubois et Dubois.
Louis Victor Dubois, né le 4 décembre 1837 à Dreux (Eure-et-Loir) et où il est mort le 12 novembre 1914, est un homme politique français.

## Biographie
Fils de Louis Joseph Pascal Dubois, huissier à Dreux, puis négociant, président du tribunal de commerce de Dreux, et de Anaïs Joséphine Gaillard, elle-même fille de Louis Philippe Gaillard, marchand de vins en gros, Victor Dubois est, à la suite de son grand-père maternel et de son père, négociant en vins à Dreux.
Domicilié dans la ville place du marché au foin, il est élu juge suppléant au tribunal de commerce en 1868 et juge titulaire en 1872.

### Carrière politique
Porte-drapeau des idées républicaines dans l'arrondissement de Dreux, il est élu conseiller municipal de Dreux en 1870 et maire en 1878. En 1880, il donne sa démission en raison des mauvaises relations entre les élus de la ville et le sous-préfet de Dreux, ainsi qu'il l'explique dans sa lettre de démission : "Dreux, le 1er juillet 1880, Monsieur le préfet, Les relations entre le maire et l'administration dont il relève doivent être empreintes d'une certaine sympathie et surtout d'une confiance réciproque, afin qu'il n'y ait pas de contrariété de vues dans les questions d'affaires. La situation est loin d'être celle-ci entre le maire de Dreux et le sous-préfet de l'arrondissement. Tant que j'ai cru être seul à en souffrir, je me suis imposé le silence ; aujourd'hui j'acquiers la conviction que cet état de choses est préjudiciable aux intérêts de la commune, et je me retire. J'ai donc l'honneur, Monsieur le Préfet, de vous remettre ma démission de maire de la ville de Dreux." Les conseillers Baubion et Michel démissionnent également. Après avoir accepté ces démissions, le préfet d'Eure-et-Loir délègue M. Dupuich pour assurer l'administration de la ville. Victor Dubois redevient maire en 1882 et le reste jusqu'en 1884. Il exerce un troisième mandat de maire de 1886 à 1888.
Il est conseiller d'arrondissement en 1877 et conseiller général en 1895.
Il est élu député d'Eure-et-Loir en 1895 et réélu en 1898. Son mandat prend fin en 1902. À la Chambre des députés, il est inscrit au groupe des progressistes. Il est président de la commission des octrois au cours de son deuxième mandat.
Dans une lettre ouverte en date du 6 juin 1900, publiée par le Journal de Chartres, il écrit qu'il est républicain d'origine, de conviction et de tempérament et qu'il a défendu la République dans les moments difficiles et qu'il la défendrait encore, si besoin était, avec la même ardeur.

### Le boulevard Dubois
En 1876 et 1877, il acquiert à Dreux un immense terrain qu'il découpe et revend en terrain à bâtir à des particuliers qui y font construire au début du XXe siècle des villas dont l'accès est d'abord une voie privée avant de devenir une voie communale, portant son nom : le boulevard Dubois. C'est dans son boulevard que se trouvent les plus belles maisons de Dreux. Ayant conservé pour lui une immense parcelle, il y fait construire sa villa, laquelle, avec son grand parc, deviendra en 1929, grâce à l'action de l'industriel Paul Hurel (1872-1935), le pensionnat Saint-Pierre. En 1908, il y limite la vitesse de circulation à 8 km/h : « Dans l'intérêt des nombreux promeneurs et des enfants qui fréquentent son boulevard et afin d'atténuer les inconvénients de la poussière, M. Dubois prie MM. les propriétaires et conducteurs d'automobiles de vouloir bien prendre une allure très modérée de 8 kilomètres à l'heure, pour circuler sur le boulevard qui est sa propriété. »"
C'est dans le grand parc de sa propriété sise dans son boulevard qu'est organisée le 9 juin 1912 une grande kermesse au profit de l'aviation militaire, avec le concours de la Lyre druidique, de l'Orphéon, de l'Espérance drouaise et de l'Alliance de Dreux.

### Décès - Obsèques
Il meurt à Dreux au no 16 du boulevard qui porte son nom, le 12 novembre 1914.
Ses obsèques ont lieu à Dreux le samedi 14 décembre 1914. Sur son cercueil sont déposés son écharpe de maire et sa toge de juge au Tribunal de commerce. Au cimetière, M. Barre, ancien maire de Dreux, prononce un discours dans lequel il rappelle "les services qu'il a rendus à son pays qu'il aimait tant" et que "la mission qui lui fut particulièrement agréable et pour laquelle il se passionna fut celle que lui confièrent les travailleurs de la ville de Dreux en l'appelant à la présidence de leur Société de Secours mutuels."

### Famille
Son frère, Camille Dubois (1836-1910), époux d'Élisabeth Ernestine Larcher, est brasseur à Dreux, rue des caves. Longtemps administrateur de la Caisse d'Épargne de Dreux, à son décès il est domicilié 45, rue Parisis.
Victor Dubois se marie en premières noces le 2 janvier 1861 à Troyes avec Anne Ambroisine Célinie Dubois, avec laquelle il a deux enfants.
Veuf, il se marie en secondes noces avec Louise Clotilde Augustine Delanoue, veuve de Charles Louis Marie Placet, sans postérité. Sa seconde épouse meurt à Dreux le 1er mai 1911 en leur domicile du 16 boulevard Dubois. Par testament en date du 30 mars 1909, Madame Dubois a légué à la Société de secours mutuels de Dreux une somme de 2.000 francs.
Son fils, Joseph Victor Dubois, né à Dreux le 29 juillet 1864, marié le 9 mars 1903 à Paris 5e arrondissement avec Suzanne Estelle Octavie Vrain, est directeur de l'office de la législation étrangère au ministère de la Justice.
Sa fille Camille Élisabeth Suzanne Dubois, née à Dreux, 6 décembre 1866, épousa Félix Pierre Joseph Leydet, juge qui fut chargé de l'instruction de l'affaire Thérèse Humbert.

## Sources
- « Louis-Victor Dubois », dans le Dictionnaire des parlementaires français (1889-1940), sous la direction de Jean Jolly, PUF, 1960 [détail de l’édition]